# Nafría de Ucero
Nafría de Ucero è un comune spagnolo di 80 abitanti situato nella comunità autonoma di Castiglia e León.